# Bagheera
(Da Il libro della giungla di Rudyard Kipling)
Bagheera (pron. Baghira) è uno dei personaggi principali delle raccolte di racconti, Il libro della giungla e Il secondo libro della giungla di Rudyard Kipling. Si tratta di una pantera nera, forma melanica del leopardo che fa da guardiano di Mowgli, il protagonista della maggior parte dei romanzi.
Il suo nome può significare sia leopardo che pantera. Ha origine come diminutivo di bagh, la parola indostana per tigre. Certi autori della rivista The Kipling Journal vedono in Bagheera un simbolo del coraggio, della forza e dell'azione fulminea, o come la personificazione della donna fiera, solitaria ed indipendente del primo ventesimo secolo. Altri ritengono che egli faccia parte di una terna di virtù insieme a Kaa e Baloo; Bagheera rappresenterebbe l'amore, mentre gli ultimi personificano la conoscenza e la forza rispettivamente.

## Storia

### Il libro della giungla

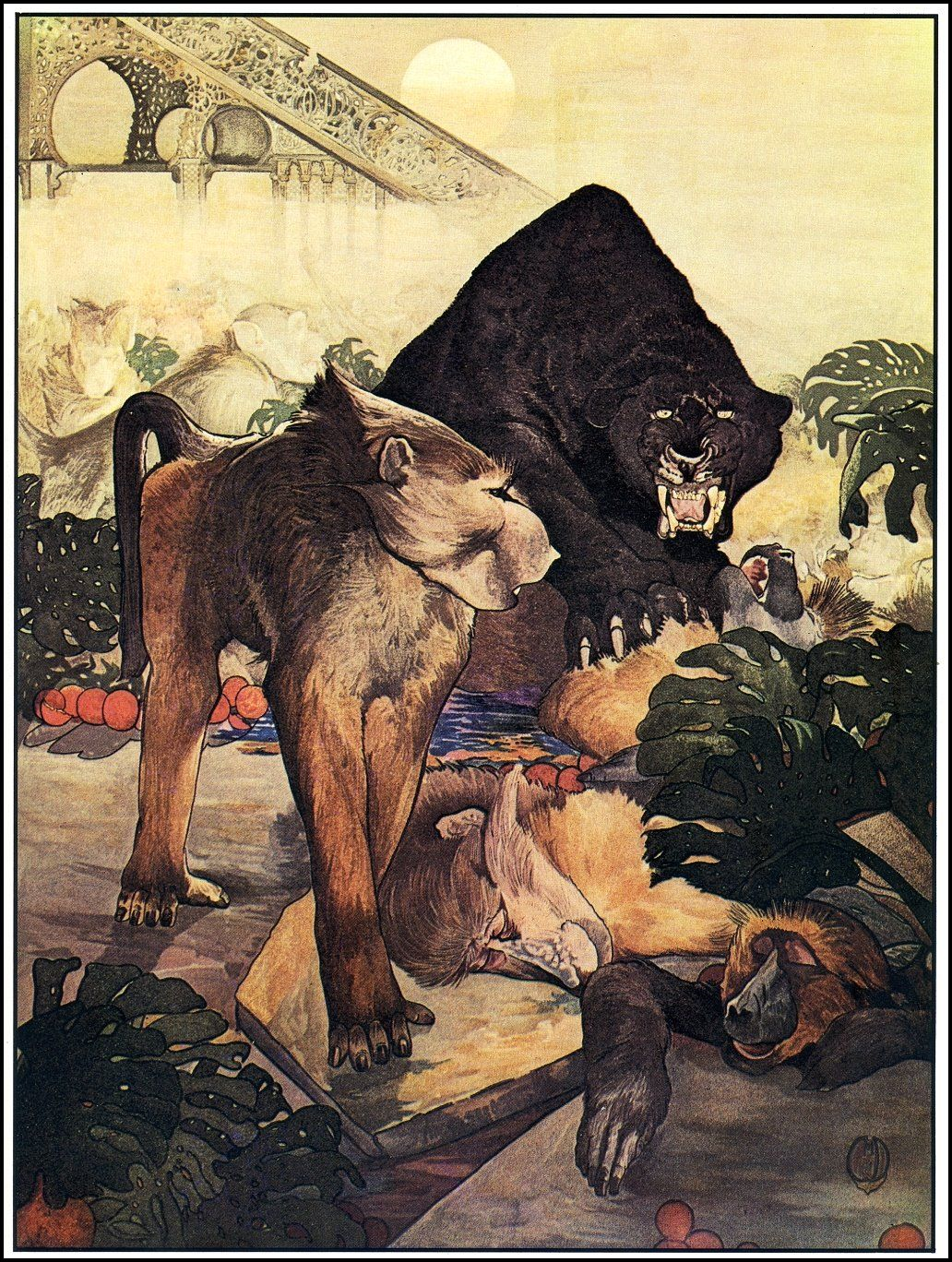
Bagheera combatte i Bandar-log, illustrazione del 1913

Bagheera nasce in cattività nella ménagerie del Raja di Oodeypore. Dopo la morte di sua madre, aspetta di diventare adulto per poi fuggire nella giungla. Il fatto che sia nato tra gli uomini, e quindi conosca le loro usanze, le conferisce rispetto e timore da parte degli altri animali della giungla.
Nel racconto I fratelli di Mowgli, Bagheera si presenta alla Rocca del Consiglio del popolo libero, dove vengono presentati agli anziani del branco i nuovi lupacchiotti. Quando viene presentato il cucciolo di uomo Mowgli, la tigre Shere Khan interviene e reclama il suo diritto di averlo, in quanto poco prima gli aveva dato la caccia. Dopo che l'orso Baloo parla a favore del bambino, Bagheera, sebbene non sia un membro del popolo libero, gli compra la vita con un toro che egli uccise poco tempo fa, così garantendo a Mowgli la protezione del branco. Questo lo fa perché s'identifica con Mowgli, essendo tutti e due nati tra gli uomini.
Nel corso d'un decennio, Bagheera si affeziona a Mowgli, insegnandogli ad evitare le trappole e come abbattere le prede. La pantera rammenta a Mowgli della perpetua minaccia di Shere Khan, rivelando che sta minando l'autorità di Akela, il capobranco del popolo libero e garante della protezione di Mowgli, incitando i lupi più giovani a ribellarsi contro di lui. Sapendo che all'ormai anziano Akela rimane poco tempo, Bagheera suggerisce a Mowgli di raccogliere il fiore rosso (ovvero, il fuoco) dai villaggi circostanti, in quanto tutti gli animali ne hanno timore. Quando infine Akela manca il colpo durante una caccia, Shere Khan e i suoi accoliti vanno alla Rocca del Consiglio per spodestarlo. Bagheera accompagna Mowgli alla riunione, dove, con un ramo bruciante, scaccia la tigre e i lupi ribelli. L'emozione dell'evento ha la meglio su Mowgli, che per la prima volta in vita sua inizia a piangere. Bagheera gli spiega la natura delle lacrime, e che, con la dissoluzione del branco, egli debba tornare dai suoi simili.
Nel racconto, La caccia di Kaa, ambientato qualche anno prima dello scioglimento del branco, Bagheera segue il progresso di Mowgli nei suoi studi della legge della giungla, sotto la tutela di Baloo. La pantera infatti non concorda con i modi di Baloo, ritenendo i suoi metodi di castigo troppo severi. Bagheera viene successivamente scioccato quando Mowgli gli rivela che, nella sua amarezza contro Baloo, intende unirsi agli anarchici Bandar-log, il popolo delle scimmie. Si arrabbia inoltre con Baloo, per non aver avvertito Mowgli quanto siano pericolose le scimmie. Quando Mowgli viene rapito dai Bandar-log, Bagheera e Baloo chiedono aiuto al pitone Kaa, l'arcinemico delle scimmie. Grazie alle informazioni divulgate da Chil, i tre si recano verso le Tane Fredde (in realtà la Forte Chittor) dove i Bandar-log tengono Mowgli prigioniero. Bagheera è il primo ad arrivare, e ben presto si dimostra incapace di tener testa alle orde di scimmie, dovendo per la prima volta in vita sua combattere per la propria vita. La pantera si rifugia in una cisterna, dove viene costretto a mettere da parte il suo orgoglio e di chiamare Kaa. Il pitone interviene con la Danza della Fame, ipnotizzando le scimmie e quasi incantando lo stesso Bagheera. Mentre la pantera porta a casa Mowgli insieme a Baloo, Bagheera dimentica la sua vecchia clemenza e prende a botte il bambino per aver conversato con le scimmie. Una volta conclusa la punizione, Bagheera riporta Mowgli al territorio del popolo libero.
Nel racconto, «Tigre-Tigre!», tre mesi dopo gli eventi de I fratelli di Mowgli, Bagheera è presente sulla Rocca del Consiglio quando Mowgli presenta la pelle di Shere Khan. Quando i lupi che in precedenza si erano ribellati ad Akela implorano il vecchio capobranco di guidarli di nuovo, la pantera li rimprovera, rammentandogli che avevano già fatto la loro scelta.

### Il secondo libro della giungla
Nel racconto, La giungla alla riscossa, dopo che Mowgli viene respinto dai suoi simili, Bagheera aiuta il cucciolo di uomo a salvare Messua, una donna che in precedenza fu gentile con lui per poi essere accusata di stregoneria per averlo ospitato. Mowgli e Bagheera si infiltrano nel villaggio riuscendo a liberare Messua, rinchiusa nella sua capanna. Bagheera rimane nella casetta per spaventare i paesani il giorno successivo quando vengono per mettere Messua al rogo. Infine, sotto gli ordini di Mowgli, Bagheera chiama l'elefante Hathi e i suoi figli per distruggere il villaggio.
Nel racconto, l'Ankus del re, è Bagheera a rivelare a Mowgli che l'ankus che egli ha rubato dalle Tane Fredde, fu usato per soggiogare gli elefanti, convincendo Mowgli a sbarazzarsene.
Alla fine della saga ne La corsa di primavera, Bagheera, ormai anziano, rammenta a Mowgli di quanto gli vuole bene, prima che il cucciolo di uomo si riunisce per l'ultima volta con i suoi simili. La pantera, insieme a Kaa e Baloo, recita il Canto di commiato durante la partenza di Mowgli.

## Figura nello scautismo
Bagheera è un personaggio fortemente positivo. Nello scautismo, in un branco di lupetti, il suo nome viene spesso usato dai capi. Nell'AGESCI, dove vige la diarchia, è generalmente uno dei capo unità insieme ad Akela, mentre nel CNGEI e nell'FSE è comunque una figura importante all'interno del branco, ma il capobranco è solo Akela. Le caratteristiche collegate al personaggio sono, salute e forza fisica.
La sua parola maestra è:
(Parola maestra di Bagheera)

## Altri media

### Libri apocrifi
Nel romanzo prequel La legge della giungla. La vera storia di Bagheera, di Davide Morosinotto, il cucciolo Bagheera viene dato in dono alla principessa di Oodeypore durante i festeggiamenti del suo matrimonio dal corrotto principe del Seeonee. Per posticipare la sua partenza al regno del marito, la principessa insiste sul rimanere ad Oodeypore per tre anni, quando Bagheera sarà adulto. Lunga la sua crescita, Bagheera viene allattato da una pecora, e ciò lo fa giurare di non nutrirsi mai degli ovini. Contemporaneamente, viene soggiogato dal gatto Oliver, che si impadronisce della sua cuccia e del suo cibo. Una volta cresciuto, viene trasportato al palazzo reale del Seeonee, per poi fuggire nella giungla, dove infrange la legge uccidendo un'antilope durante una Tregua dell'acqua. Viene così accolto dall'orsa Kamala, maestra di Baloo, che gli insegna la Legge della Giungla.

### Film e TV

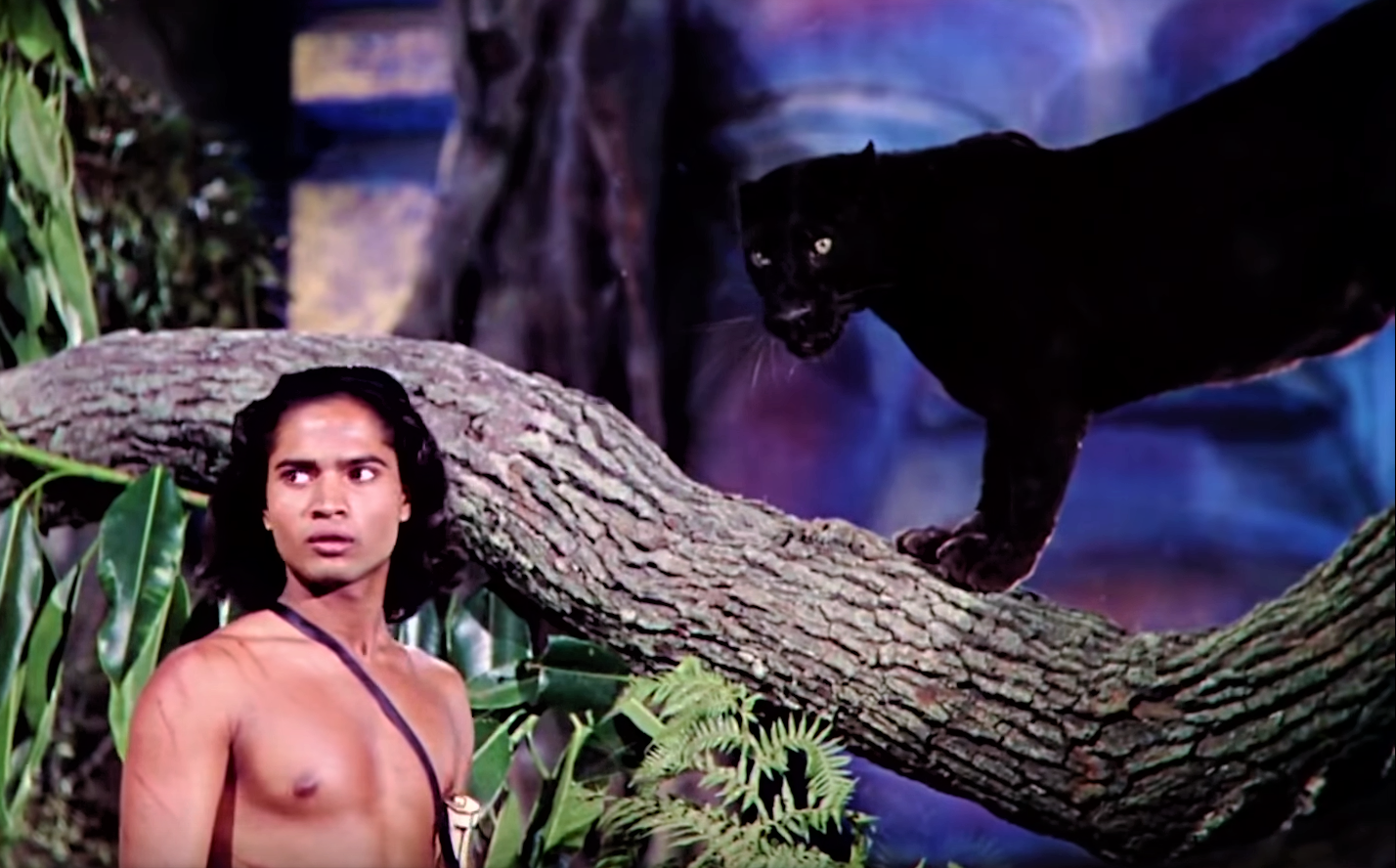
Bagheera e Mowgli (Sabu) ne Il libro della giungla del 1942.

Bagheera nel film Il libro della giungla del 1967.

Bagheera è uno dei personaggi principali del film Disney del 1967, Il libro della giungla, doppiato da Sebastian Cabot. Fra i personaggi del film, Bagheera è quello che soffre di meno cambiamenti, rispetto alla rappresentazione del libro. Secondo lo sceneggiatore Bill Peet, la scelta del doppiatore di Bagheera fu uno dei punti di tensione fra lui e Walt Disney, che causò infine le dimissioni del primo. L'attore scelto da Peet infatti disponeva un accento di Brooklyn che infastidiva Disney, ritenendolo poco adatto a una storia tratta da un racconto di Kipling.
 Nell'adattamento Disney, è presentato come saggio, equilibrato, intelligente, pragmatico, rispettabile e premuroso, che fa di tutto per tenere al sicuro Mowgli dai pericoli, in particolare Shere Khan. Sebbene tenga molto al cucciolo d'uomo, è anche frustrato e intollerante alle buffonate, il che porta a discussioni piuttosto accese tra i due, in particolare sulla possibilità che Mowgli rimanga nella giungla o vada al villaggio umano per vivere tra i suoi simili. Nonostante il suo carattere irascibile, è un compagno devoto e funge anche da contraltare a Baloo, sebbene i due condividono un legame generalmente fraterno nonostante i loro conflitti. Certi autori vedono nel Bagheera disneyano un simbolo del genitore ideale, in contrasto al liberalismo di Baloo e dell'eccessiva severità di Hathi.
Nella serie animata sovietica, Maugli, Bagheera viene rappresentata come una femmina, in quanto nella lingua russa tutti i nomi che finiscono con la lettera "a" sono femminili (infatti nelle traduzioni del libro dell'epoca Bagheera è descritto come una femmina). Contrariamente alle altre incarnazioni televisive però, questa Bagheera castiga Mowgli fisicamente per la sua maleducazione, scena tagliata nella distribuzione statunitense della serie. Sebbene fu ben accolta dai recensori per la fluidità della sua animazione, certi critici hanno dichiarato che il cambiamento del genere del personaggio abbia minato il ruolo materno di Raksha, madre adottiva di Mowgli.
Nella serie anime, Il libro della giungla, viene doppiato da Hiroya Ishimaru nella versione originale giapponese e da Mario Scarabelli nel doppiaggio italiano. Viene descritto come sfacciato, allegro, spericolato e astuto, e talvolta vizia Mowgli, a cui è sempre vicino. Il XV° episodio della serie inventa un retroscena del personaggio, rivelando che fu separato da sua madre e dato a un aristocratico inglese che intendeva crescerlo, per poi scuoiarlo. La figlia dell'aristocratico ha compassione per la pantera, liberandola dalla sua gabbia. Quando suo padre tenta di ucciderlo a fucilate, la bambina si mette in mezzo, sacrificando la sua vita, mentre Bagheera scappa nella giungla. Nell'ultimo episodio della serie, decide di accompagnare Mowgli al villaggio dell'uomo.
In Mowgli - Il libro della giungla del 1994, Bagheera viene rappresentata da una pantera addestrata, in precedenza apparsa negli spettacoli di Doug Henning e nel music video di Michael Jackson, Black or White.
Bagheera, doppiato ora da Ben Kingsley, appare anche nel remake del 2016 nel live-action del classico Disney originale, Il libro della giungla, diretto da Jon Favreau. Nel descrivere il suo approccio nel rappresentare la pantera, Kingsley descrisse come fosse troppo difficile immaginare la mentalità d'un animale, quindi egli immaginò Bagheera in termini antropomorfi, specificamente da militare, intento a preparare la sua recluta Mowgli per la vita reale, ma contemporaneamente, ansioso di portarlo a casa salvo. L'attore infatti nominò il suo personaggio "colonnello Bagheera". Per dare al film l'impressione di essere visto tramite gli occhi del protagonista bambino, le foglie e gli animali furono rappresentati più grandi del naturale. Bagheera, in particolare, fu disegnato grande quanto una tigre invece d'un leopardo vero.
In Mowgli - Il figlio della giungla del 2018, Bagheera è doppiato da Christian Bale, mentre in Italia ha la voce di Riccardo Rossi. Il regista Andy Serkis descrisse come questa incarnazione soffra d'una personalità doppia, essendo cresciuto dagli uomini, ma contemporaneamente fungendo da predatore naturale. La rappresentazione di Bagheera da parte di Bale fu lodata sia dal quotidiano The Guardian che dal sito web Polygon. Il primo dichiarò che "la sua pelliccia oleosa emana così tanta qualità di star che quasi si dimentica che è un effetto speciale della Cgi", mentre Polygon elogiò la voce di Bale, sebbene notò che contenesse un elemento della sua precedente interpretazione di Batman.

### Doppiatori
Di seguito sono riportati i doppiatori di Bagheera:
- Doppiatori in lingue originali: Sebastian Cabot (Il libro della giungla (1967)), Bob Joles (Il libro della giungla 2), Elizabeth Daily (Cuccioli della giungla, prima stagione), Dee Bradley Baker (Cuccioli della giungla, seconda stagione), Ben Kingsley (Il libro della giungla (2016)), Christian Bale (Mowgli- il figlio della giungla)
- Doppiatori in italiano: Corrado Gaipa (Il libro della giungla (1967)), Rodolfo Bianchi (Il libro della giungla 2), Alessia Amendola (Cuccioli della giungla), Mario Scarabelli (Il libro della giungla (anime)), Toni Servillo (Il libro della giungla (2016)), Riccardo Rossi (Mowgli- il figlio della giungla)

## Riferimenti
Il genere di ragni saltatori Bagheera è chiamato così in onore del personaggio.